# Rongdalem
Rongdalem is een bestuurslaag in het regentschap Sampang van de provincie Oost-Java, Indonesië. Rongdalem telt 4835 inwoners (volkstelling 2010).